# Linda-Gail Bekker
Linda-Gail Bekker (Rodesia do Sur, 1962) é uma médica zimbabuense especializada em inmunología e líder da luta contra o HIV/aids em África Austral. Foi presidente da Sociedade Internacional de AIDS de 2016 a 2018.

## Biografia
Recebeu-se de médica na prestigioso Universidade de Cidade do Cabo em 1987 e aqui obteve sua especialização em inmunología. Os motivos que a levaram a eleger este ramo da medicina foram o avanço da Pandemia de HIV/aids que observou junto ao desconhecimento e temor para a doença por aquela época em África do Sul e o ter sofrido tuberculose.

## Carreira
Em 2016 foi eleita presidente da IAS até 2018, sendo a terceira mulher —a primeira africana—. Como líder da maior associação mundial contra a doença, presidiu a XXI Conferência Internacional sobre o Aids onde exhortó à contínua contribuição financeira para acabar com a doença até 2030 e declarou sua confiança na actual simplificação do tratamento elaborado por Pedro Cahn, que até esse momento não tinha sido ratificado publicamente.